# Orizari (obwód Sliwen)
Orizari (bułg. Оризари) – wieś w Bułgarii, w obwodzie Sliwen, w gminie Twyrdica. Według danych szacunkowych Ujednoliconego Systemu Ewidencji Ludności oraz Usług Administracyjnych dla Ludności, 15 czerwca 2020 roku miejscowość liczyła 625 mieszkańców.

## Historia
Niektórzy historycy twierdzą, że Orizari powstało w połowie XVI wieku jako turecka miejscowość w miejscu Blagornica. Miejscowość nazywała się Czałtyk. W 1880 roku zbudowano szkołę ze słomy, a w 1883 roku budynek został murowany. 22 grudnia 1928 roku powstało centrum kultury "Probuda". W 1949 roku zaczęto prace nad budową zbiornika retencyjnego, a w 1954 roku budowę zakończono.